# Citadelpark
Het Citadelpark is een park in de Belgische stad Gent. Het ligt in het stadscentrum op een heuvelkam tussen Schelde en Leie.

## Geschiedenis
Dit stadspark werd aangelegd in 1875 op de plaats waar eerder de Hollandse citadel van Gent stond, gebouwd tussen 1819 en 1831, en daarvoor het Montereyfort. De gronden werden in 1870-1871 aangekocht door de toenmalige burgemeester Charles de Kerchove de Denterghem. De citadel, een van de grootste en modernste van zijn tijd in Europa en later gebruikt als infanterie- en artilleriekazerne, bleef functioneren tot 1870.
Het park werd heraangelegd in 1913 en er kwamen gebouwen om de wereldtentoonstelling van 1913 te huisvesten. In 1930 veranderde het uitzicht van het park opnieuw, nu in het kader van het eeuwfeest van Belgiës onafhankelijkheid. Onder het park, dat vlak naast de Leopoldskazerne ligt, werd in 1938 een bunker gebouwd in de aanloop naar de Tweede Wereldoorlog, maar deze was nog niet klaar toen de Duitsers het land binnenvielen.
Sinds 1984 is het park een beschermd landschap.
Bij de aanleg van het park werd gebruikgemaakt van de bestaande natuurlijke hellingen en relicten van de vroegere citadel. Hier en daar zijn er nog delen van de met veel moeite afgebroken kazematten terug te vinden. 780 bomen, waaronder een aantal zeldzame exemplaren, zijn een bijkomende attractie. De plantentuin van de universiteit alsook de campus Ledeganck liggen aan de rand van het Citadelpark.

## Te vinden in het park

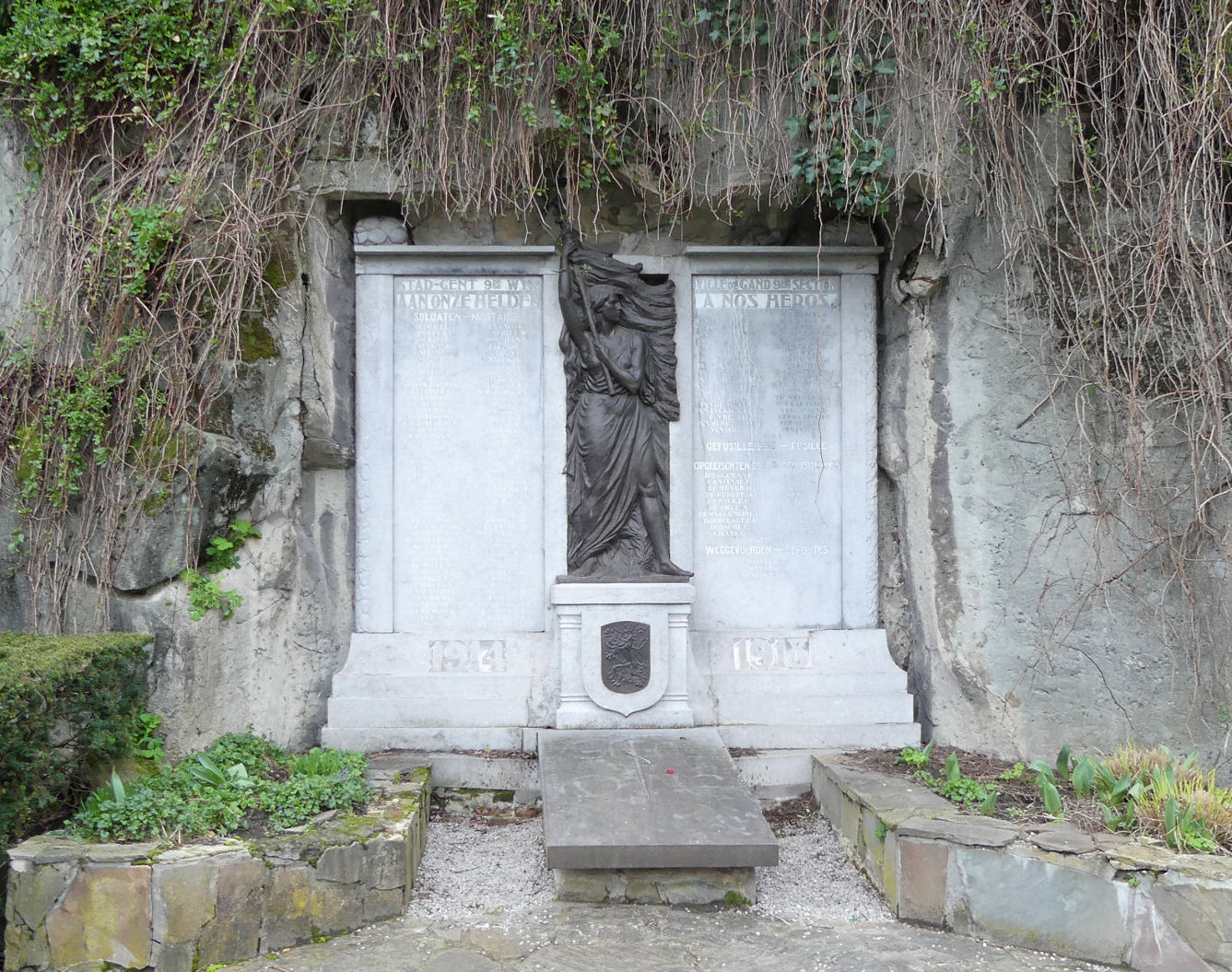
Oorlogsmonument uit arduin en brons, in een rotswand uit beton, gemaakt door een onbekende rocailleur.

In het park bevinden zich verschillende standbeelden, monumenten en gebouwen:
- Het Feest- en Floraliënpaleis
- Het Museum voor Schone Kunsten (MSK)
- Het Stedelijk Museum voor Actuele Kunst (SMAK)
- Het Kuipke, een velodroom
- Het poortgebouw van de voormalige citadel
- Restanten van het oude Bastion 5 van de voormalige Citadel
- Een monument van Oswald de Kerchove de Denterghem met Flora en putto, ontworpen door Gustaaf Van den Meersche, dat oorspronkelijk op het Graaf van Vlaanderenplein stond
- Standbeelden van de hand van Jules Lagae, Jacques de Lalaing en Yvonne Serruys
- Het ICC Ghent, (International Convention Centre), in een nieuwe vleugel van het voormalige Floraliënpaleis
- Het oorlogsgedenkteken voor de slachtoffers uit de 9e wijk in de Eerste en Tweede Wereldoorlog.
- Het voormalige dierenasiel, dat tussen 2021 en 2024 gebruikt wordt door het sociaal-artistiek project Ensemble[4], in afwachting van renovatie
- De muziekkiosk uit 1885
- Het openluchttheater uit 1940, ontworpen door de architect Geo Bontinck
- Belgische Commandobunker uit 1939, ontworpen als commandocentrum voor opvolging luchtbescherming provincie Oost-Vlaanderen.

### Graskuip
De Graskuip is de speelweide tussen ’t Kuipke en de Floraliënhal op de plaats waar decennia lang de vloerplaat van de voormalige hal 6 lag.

## Museumplein
In de oostelijke hoek van het Citadelpark willen de Vlaamse overheid en Stad Gent het nieuwe, autovrije Museumplein aanleggen op de plaats waar nu het verkeer staduitwaarts rijdt van de gewestweg N60 (Fernand Scribedreef). Dit project is een deel van het grotere PPS-project Gentspoort, met onder andere de nieuwe tramlijn 7 die over dit Museumplein zal rijden en de autotunnel van de R40 die onder het kruispunt Heuvelpoort zal komen.
Dit autovrije Museumplein zal liggen tussen het Stedelijk Museum voor Actuele Kunst (SMAK) en het Museum voor Schone Kunsten (MSK), en dit laatste museum zal daardoor volop deel uitmaken van het Citadelpark.

Het voorstel voor dit Museumplein dateert al uit de jaren 1970.

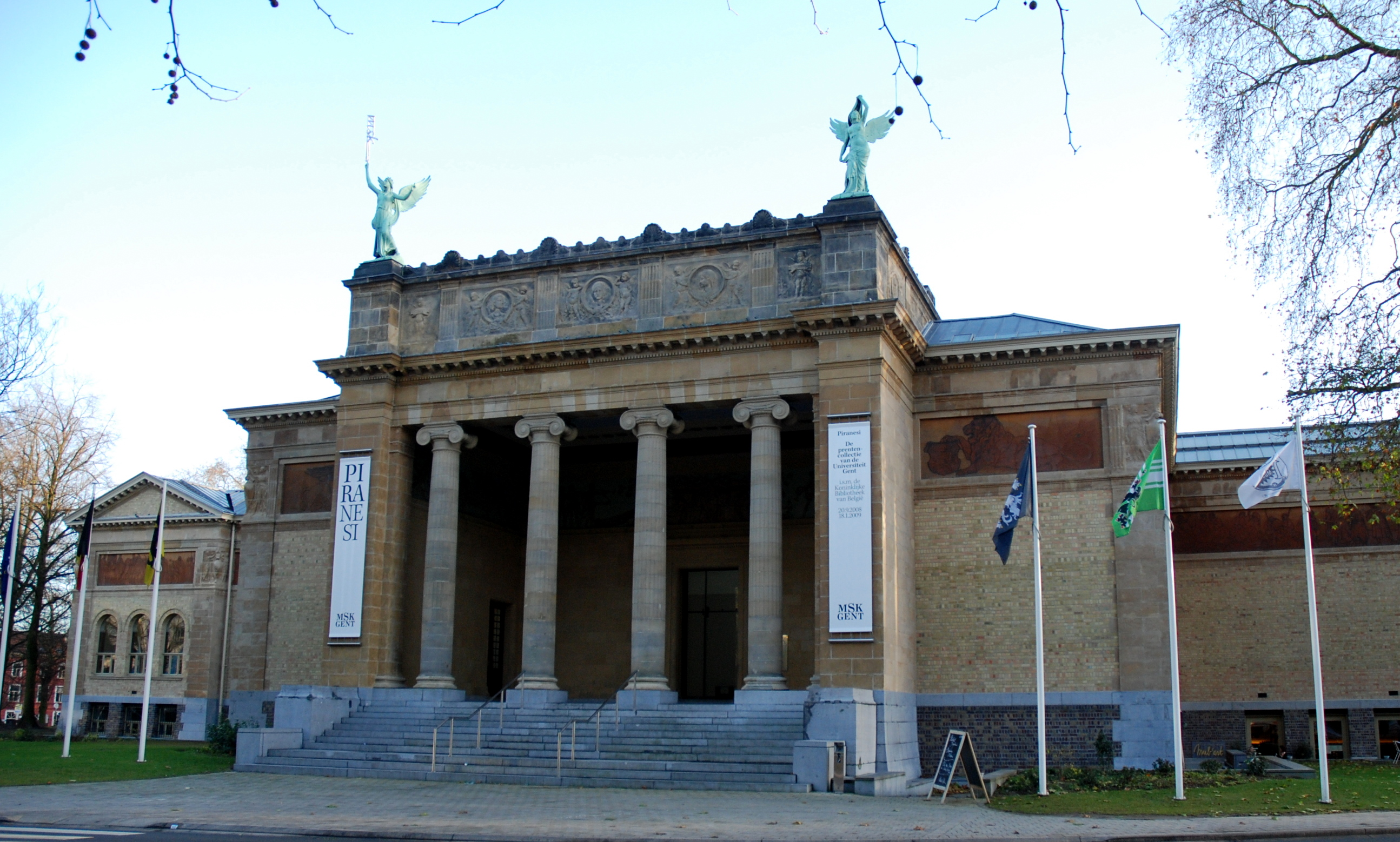
Het Museum voor Schone Kunsten
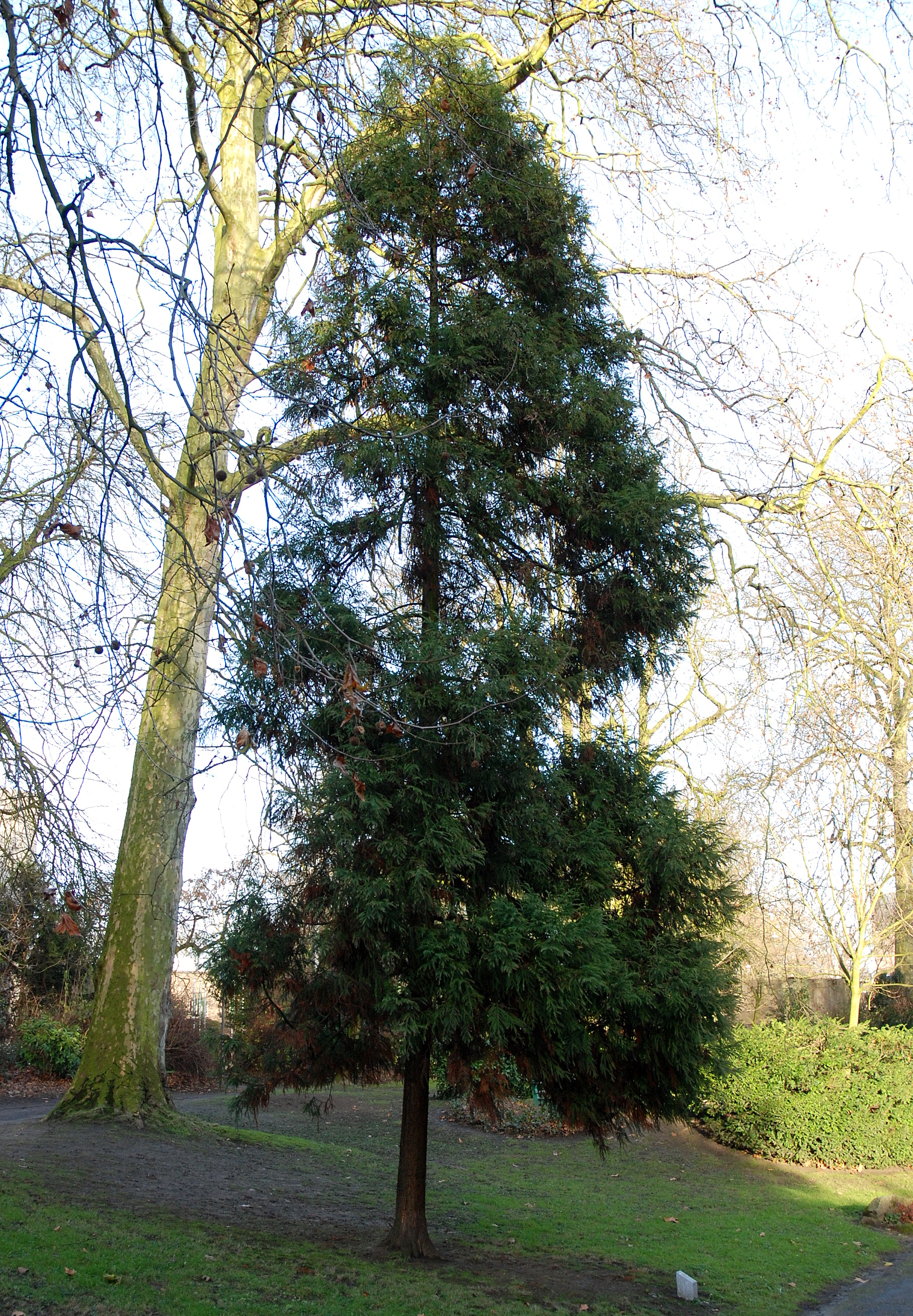
Japanse ceder in het park
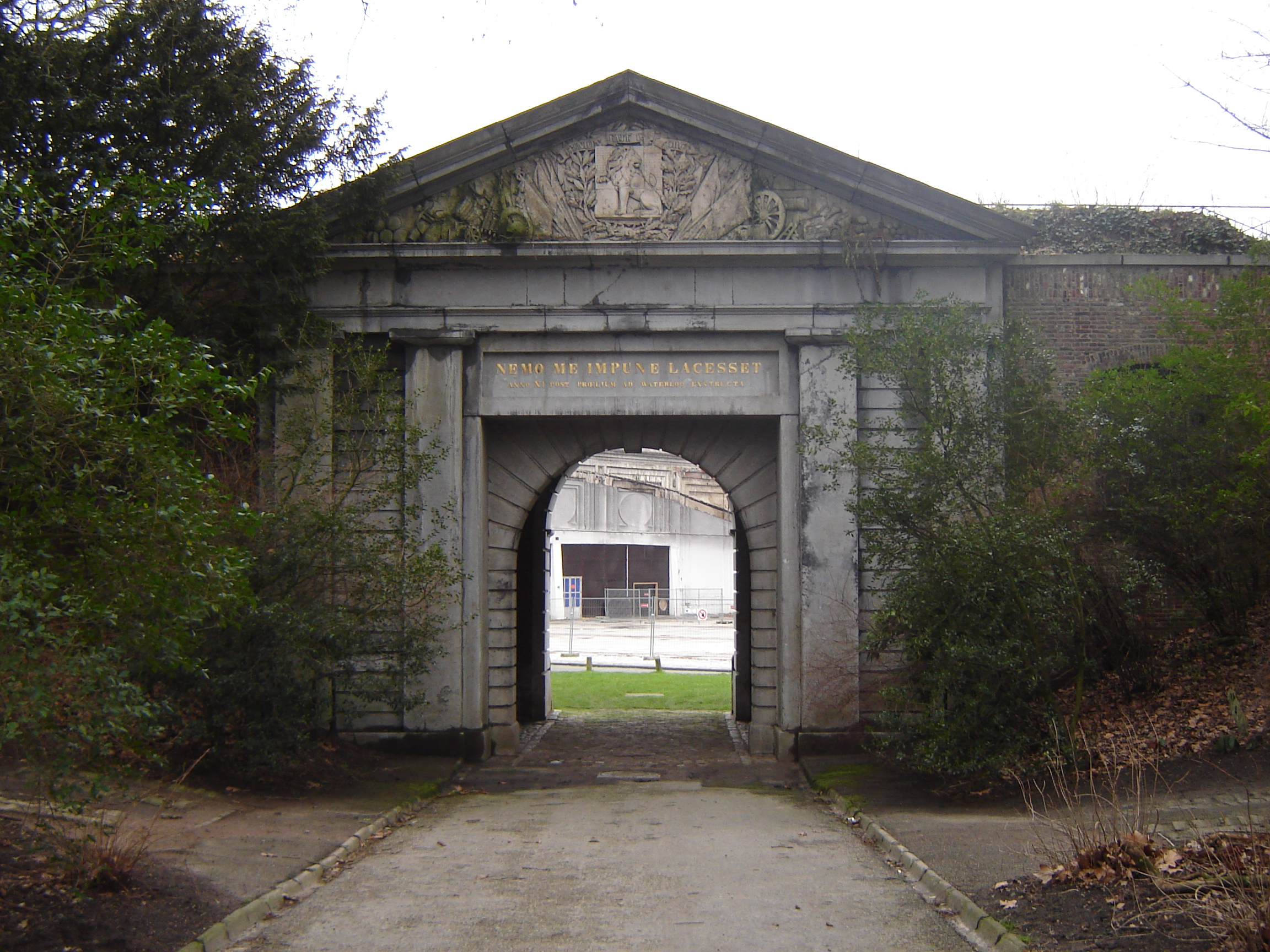
Het poortgebouw van de voormalige citadel
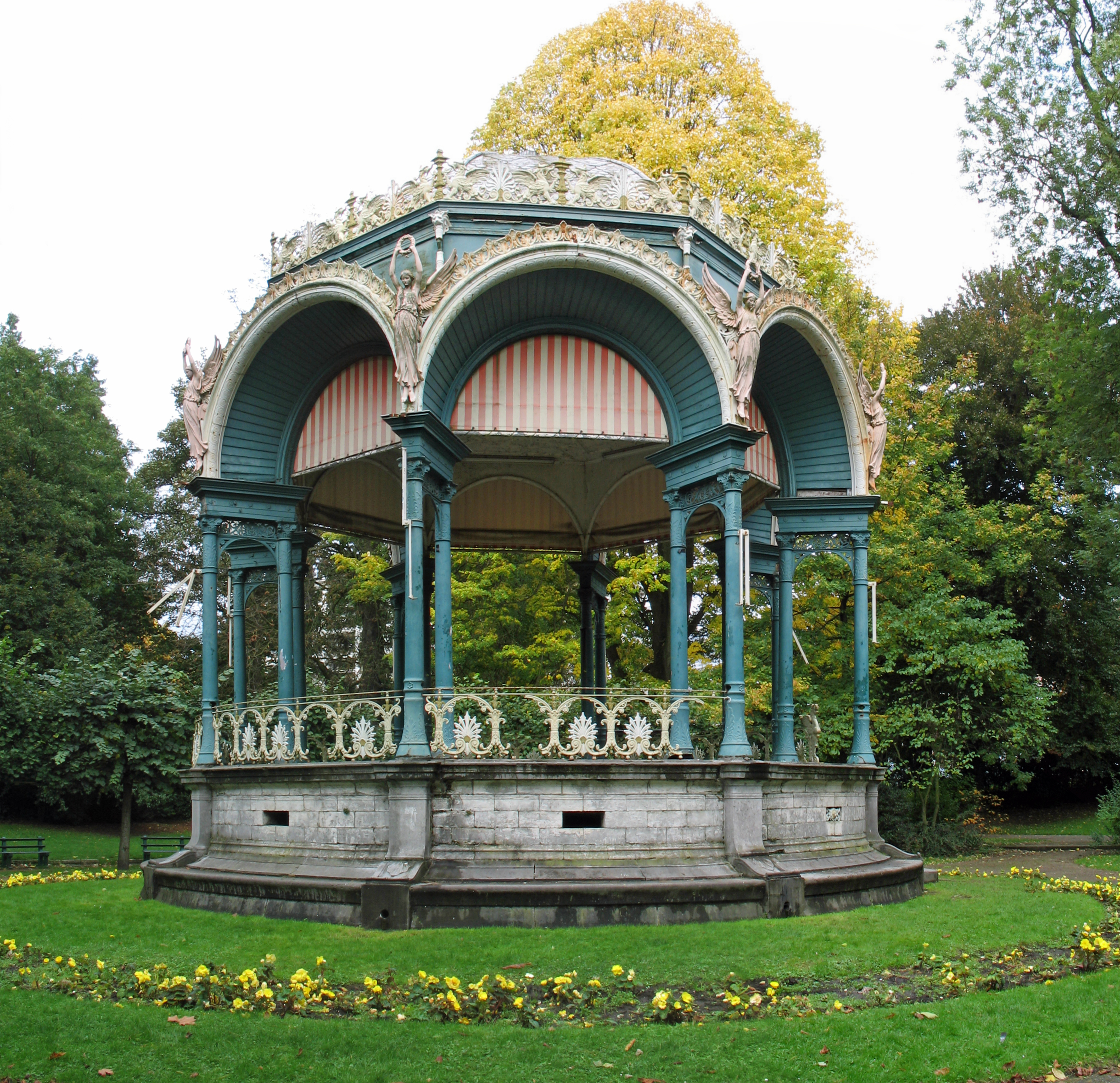
De muziekkiosk uit 1885
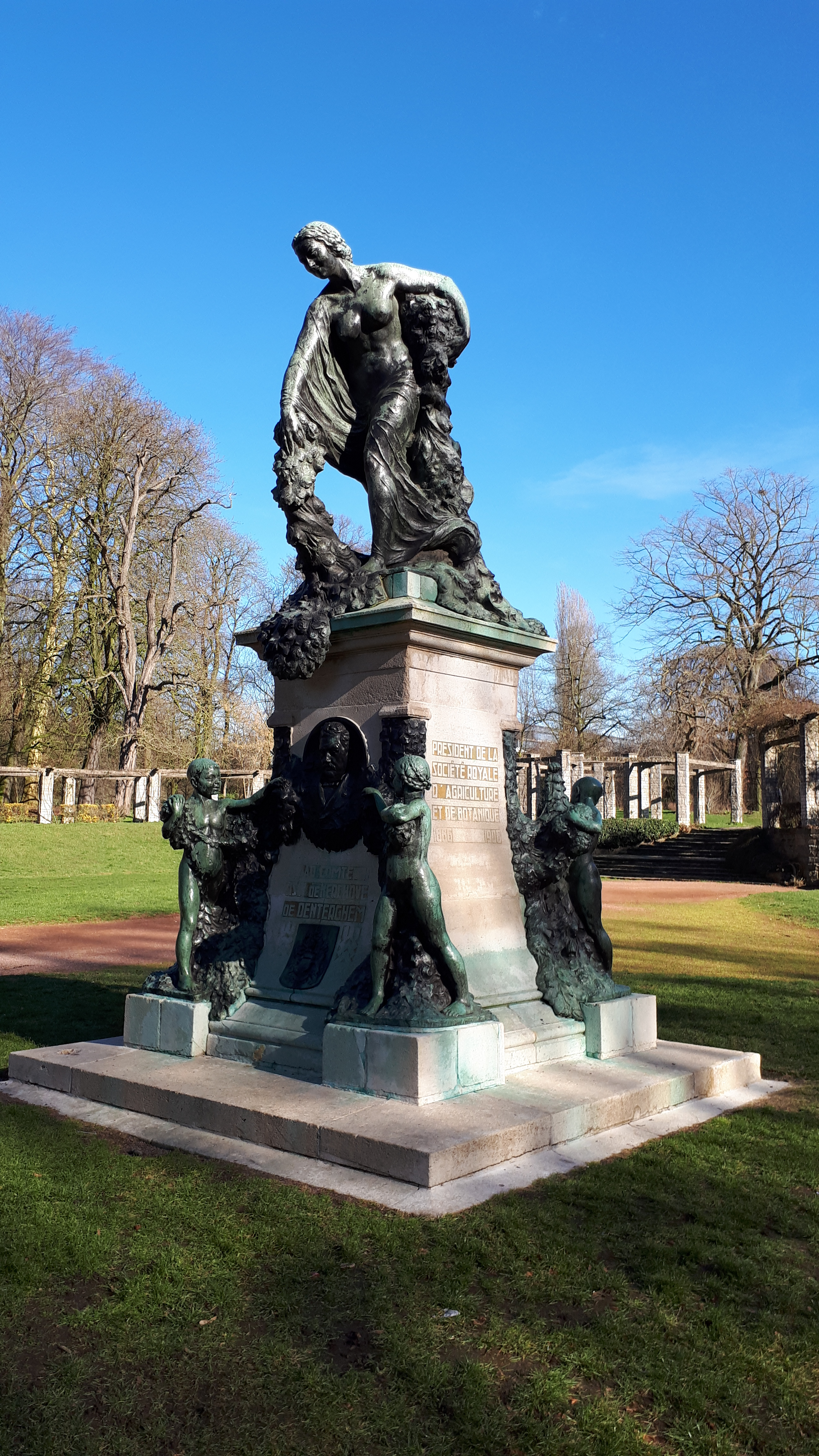
Monument van Oswald de Kerchove de Denterghem, met Flora en putto